# Waiheke Falls
Die Waiheke Falls sind ein Wasserfall im Gebiet der Ortschaft French Farm auf der Banks Peninsula in der Region Canterbury auf der Südinsel Neuseelands. Er liegt im Lauf eines namenlosen Bachs, seine Fallhöhe beträgt rund 10 Meter.
Der Wasserfall ist etwas versteckt 14,1 km hinter der Ortschaft Little River in einer Kurve des New Zealand State Highway 75 nach Akaroa zu sehen.